# 德古拉 (惡魔城)
德古拉是恶魔城系列游戏的虛構角色，在人类时期名叫Mathias Cronqvist（马蒂亚斯），登场于PlayStation 2平台的《恶魔城无罪的叹息》中。和里昂贝尔蒙特是战友且两人都是十字军的军事家，第一任妻子伊丽莎白，第二任妻子丽莎。在第一任妻子死后，马蒂亚斯为了报复上帝，利用了好友里昂帮自己获得吸血鬼能力，让自己获得永生。
和第二任妻子的儿子阿鲁卡多，侄女伊丽莎白巴特利，转世来须苍真。